# Liar (canção de Camila Cabello)
"Liar" é uma canção da cantora cubana-mexicana Camila Cabello, lançada em 5 de setembro de 2019 como primeiro single do segundo álbum de estúdio, Romance (2019), ao lado de "Shameless".

## Antecedentes
Em 1 de setembro de 2019, Cabello foi às mídias sociais para fazer o upload de um teaser de um projeto chamado Romance. A primeira parte foi anunciada para estrear em 5 de setembro de 2019. Cabello enviou várias fotos da arte da capa que foram reveladas e apresentadas em uma sala tipo museu nos dias seguintes. A capa oficial da música foi revelada em 4 de setembro de 2019.

## Composição
"Liar" contém elementos de flamenco e trap, e um um refrão de ska-pop. Foi escrito por Camila Cabello, Alexandra Tamposi, Andrew Wotman, Jonathan Bellion, Jordan Johnson, Stefan Johnson, Jenny Berggren, Jonas Berggren, Malin Berggren, Ulf Ekberg e Lionel Richie, e produzido por Wotman, The Monsters e Strangerz e Bellion. "Liar" é executado por três minutos e vinte e sete segundos.
Em termos de notas musicais, tempo comum na clave de Si menor. O alcance vocal de Cabello se estende da nota baixa F#3 à nota alta de F#5, dando à música um alcance vocal de duas oitavas.

## Recepção crítica
Jon Pareles, do The New York Times, escreveu em sua resenha: "'Liar' é uma mistura mexicana de pan-caribenha e espanhola. Enquanto canta sobre como um certo beijo que a faz perder o controle de si mesma, a faixa de ultra-espertos segues com toques de mariachi, música eletrônica e trap Latino".

## Vídeo musical

### Antecedentes
Cabello compartilhou uma prévia de 26 segundos do videoclipe em 11 de setembro de 2019, através de sua conta no Twitter e declarou "literalmente o vídeo mais divertido que já fiz". Foi dirigido por Dave Meyers e lançado em 12 de setembro de 2019. Até dezembro de 2019, já tinha mais de 66 milhões de visualizações e 1,7 milhão de curtidas no YouTube.
"Liar" é um mini-filme e apresenta um triângulo amoroso ficcional romântico , com Cabello interpretando a si mesma e La Flaca (a moça magrela), que é a anfitriã do Tea Time com La Flaca, Gordita e Tammy , um programa de televisão fictício , enquanto Zak Steiner interpreta Reese Kensington e Keiynan Lonsdale interpreta "o ajudante de garçom". Também estrelou Nataliz Jimenez como Gordita e Chelsea Brea como Tammy.

### Sinopse

Camila Cabello é vista sendo confrontada por seu noivo, enquanto é amarrada a um polígrafo.

O vídeo começa com Cabello em um restaurante ao ar livre com seu noivo de fala mansa (interpretado por Zak Steiner), que só a vê como uma esposa que é considerada um símbolo de status. Ela começa a mostrar sentimentos por um garçom de restaurante (interpretado por Keiynan Lonsdale), que acidentalmente derrama vinho tinto que deixa uma mancha em forma de coração. No entanto, Cabello começa a ser colocado em um ciclo de tempo no estilo Groundhog Day, onde ela acorda e repete o mesmo cenário de data com seu noivo depois de morrer em vários acidentes que se tornam mais surreais. Isso inclui asfixia até a morte, ser esmagado por um elefante caindo, atropelado por uma horda de ciclistas, sendo invadido por drones e queimando inadvertidamente a mansão de seu noivo. Ela é levada pela Polícia para ser colocada em um polígrafo, enquanto usava uma camisa de força. Cabello finalmente declara seu amor ao garçom, que acorda no dia seguinte em uma casa diferente e segura um pássaro de animação digital, aparentemente rompendo o ciclo do tempo. Nos momentos finais do vídeo, uma TV na sala exibe um programa de TV sensacionalista reproduzido anteriormente perto do início do vídeo. Os três apresentadores fictícios (Cabello interpreta a apresentadora principal usando uma peruca vermelha) começam a conversar sobre seu recente rompimento e zombam de suas escolhas de namoro, enquanto Cabello pega o controle remoto e desliga a TV.

### Recepção
Althea Legaspi, que escreve para a Rolling Stone, afirmou que "espelhando as letras da música sobre se apaixonar por alguém, apesar de negar continuamente esses sentimentos, o o vídeo apresenta Cabello revivendo uma série de cenas que ficam progressivamente mais ridículas e engraçadas enquanto ela tenta, escapar de suas emoções conflitantes".
Patrick Hosken, da MTV News, escreveu: "'Liar' é de alcance cinematográfico — a foto rosa de Cabello em meio a um mar de flamingos é absolutamente deslumbrante — e também apresenta Cabello interpretando uma fofoqueira. muito divertido interpretar alguém cada vez mais desequilibrado".

## Apresentações ao vivo
Camila tocou a música pela primeira vez no iHeartRadio Music Festival 2019 em 20 de setembro de 2019.

## Créditos e equipe
Créditos adaptados do Tidal.